# 前田祐二
前田 祐二（まえだ ゆうじ、1986年1月10日 - ）は、大阪府藤井寺市出身の元プロ野球選手（投手）。左投左打。
現在は福岡県を拠点に野球スクールのオーナー、コーチングプロとして活動している。ベーストピア株式会社代表取締役。

## 経歴

### プロ入り前
近鉄バファローズの本拠地だった藤井寺市の出身。藤井寺市立藤井寺中学校で野球を始め、進学した大阪府立富田林高等学校1年の秋からエースを務める。最高成績は2年春の大阪府大会5回戦進出で、甲子園出場経験はない。高校卒業後にいったんある大学に進学するも「雰囲気が合わずに」退学し、翌年一般入試で龍谷大学を受け直して合格し入学する。前田が4年時に龍谷大は関西六大学野球春秋季連続優勝を果たすも、同期でエースの古野正人や2学年下の松岡裕也の先発が大半であり、主に中継ぎや抑えでの登板が多かった。リーグ通算成績は19試合に登板し3勝2敗。

### BCリーグ・福井時代
大学卒業後は社会人野球でのプレーを希望したが、監督の交代などで話は立ち消えとなる。そんな中、BCリーグの福井ミラクルエレファンツの新監督である天野浩一から素質を買われ、2008年のBCリーグドラフト会議において1位指名を受ける。
2009年シーズンは開幕投手を経験し、4月24日の試合で初勝利、5月2日の試合では初完封勝利を収めた。その後も左のエースとして、右のエースである藤井宏海とともに低迷するチームを引っ張る活躍をみせ、リーグ奪三振王（152奪三振）を獲得した。この実績が評価され、同年のNPBドラフト会議にて、オリックス・バファローズより4位指名を受け入団。史上初めてBCリーグから支配下登録選手としてのドラフト指名を受けた選手となった。同年11月29日のファン感謝祭では、「藤井寺出身で、藤井寺球場に通っていたので、バファローズに入れてうれしいです」とコメントした。

### オリックス時代
2010年8月6日に初の一軍登録をされ、翌8月7日の千葉ロッテマリーンズ戦でプロ初登板を果たした。主に左のワンポイントまたはビハインド時などに起用され、8月は13試合に登板し防御率2.16と好成績を残した。9月になると打ち込まれるようになり最終的に防御率は5.91に悪化したものの、左の中継ぎ不足に悩むチーム事情に割って入る活躍を見せた1年であった。
2011年は肘を下げるフォームにするも失敗。一軍登板無しに終わり、ファームでも29試合で2勝1敗、防御率3.79と目立った成績は残せなかった。
2012年は腕の振る位置を元に戻し、秋季キャンプから走り込みと筋力トレーニングに打ち込んだ。開幕一軍とはならなかったが、ファームで好成績を残し8月26日に一軍昇格。昇格後初登板となった9月5日の対千葉ロッテマリーンズ戦でプロ初先発を務めると、5回1/3を6安打2四球4奪三振で無失点に抑え、チームの日本人投手としては2006年の平野佳寿以来となるプロ初先発初勝利を挙げた。その後は2試合連続で敗戦投手となったが、4度目の先発となった9月26日の対ソフトバンク戦では5回無失点に抑え、チームの連敗を12で阻止する好投を見せると、本拠地最終戦となった10月7日の対西武戦でも8回無失点の好投で連勝し、この年限りでの現役引退を表明した北川博敏の引退試合を白星で飾った。5試合の登板で3勝2敗、防御率1.30の好成績で、飛躍の契機を掴むシーズンとなった。
2013年は、右ふくらはぎと腰を痛めた影響で出遅れたが、6月21日に一軍昇格。8月17日の千葉ロッテマリーンズ戦で初勝利を挙げると、8月30日の埼玉西武ライオンズ戦では自己最多の10奪三振を記録するなどの結果を残し、先発ローテーションに定着。自己最多の21試合に登板し3勝を記録した。
2014年も、先発ローテーションの一角を担うことを期待されていた。しかし、左肘に炎症が生じるなど、故障が相次いだ影響で、ファームでも12試合で1勝2敗、防御率4.12という成績に終わり、一軍公式戦への登板機会がなかった。
2015年には、4月15日に自身2年ぶりの出場選手登録を果たした。同月19日の対西武戦（ほっともっとフィールド神戸）では、先発投手のブライアン・バリントンが2回表に危険球で球審から退場を宣告されたことを受けて急遽登板。1回3分の1を1失点という内容ながら、一軍で2年ぶりの勝利投手になった。同月28日にいったん登録を抹消されるが、6月10日に再登録。7月11日の対東北楽天ゴールデンイーグルス戦（楽天Koboスタジアム宮城）では、先発で無安打投球を続けていたバリントンが右かかとの痛みを訴えたため、6回裏無死からの緊急登板で1イニングを無安打に抑えた。なお、一軍公式戦には、オール救援で15試合に登板。1勝1敗2ホールドを記録したが、左肩甲骨周辺の肉離れで8月14日に再び登録を抹消されると、10月26日に球団から戦力外通告を受けた。

### オリックス退団後
2015年11月10日に、シートバッティング形式の12球団合同トライアウト（草薙球場）に参加。佐藤賢治から空振りで三振を奪うなど、打者3人を無安打に抑えた。しかし、「（オリックス時代に相次いで見舞われた）ケガも実力のうちなので仕方ない」という理由で現役を引退した。引退後は、「他人の助けになる仕事で、引退する前から興味があった」という理由で、一条工務店に入社。
2017年からは小中学生向けの野球プロコーチとして活動。現在は福岡県内のバッティングセンター5ヶ所で開催している野球スクール「ジュニア・バッティング・スクール福岡」と守備や体幹強化を指導する「ベースボールアカデミーL.O.S」（旧：LOS Baseball School）の代表を務めている。
2020年9月1日にベーストピア株式会社を設立。野球界発展のため、オンラインでのスカウトサイト「BASEBALL DREAMS」を開始した。

## プレースタイル
最速148km/hのストレートを軸に、スライダー・カーブ・チェンジアップなどの多彩な変化球で組み立てる投球スタイルが特徴。

## 詳細情報

### 年度別投手成績
| 年 度     | 球 団      | 登 板 | 先 発 | 完 投 | 完 封 | 無 四 球 | 勝 利 | 敗 戦 | セ 丨 ブ | ホ 丨 ル ド | 勝 率 | 打 者 | 投 球 回 | 被 安 打 | 被 本 塁 打 | 与 四 球 | 敬 遠 | 与 死 球 | 奪 三 振 | 暴 投 | ボ 丨 ク | 失 点 | 自 責 点 | 防 御 率 | W H I P |
| --------- | ---------- | ----- | ----- | ----- | ----- | -------- | ----- | ----- | -------- | ----------- | ----- | ----- | -------- | -------- | ----------- | -------- | ----- | -------- | -------- | ----- | -------- | ----- | -------- | -------- | ------- |
| 2010      | オリックス | 20    | 0     | 0     | 0     | 0        | 0     | 0     | 0        | 1           | ----  | 52    | 10.2     | 14       | 1           | 6        | 0     | 0        | 8        | 3     | 0        | 7     | 7        | 5.91     | 1.89    |
| 2012      | オリックス | 5     | 5     | 0     | 0     | 0        | 3     | 2     | 0        | 0           | .600  | 122   | 27.2     | 28       | 0           | 12       | 0     | 1        | 19       | 0     | 0        | 10    | 4        | 1.30     | 1.45    |
| 2013      | オリックス | 21    | 12    | 0     | 0     | 0        | 3     | 4     | 0        | 1           | .429  | 297   | 74.0     | 65       | 7           | 19       | 0     | 2        | 53       | 6     | 0        | 23    | 22       | 2.68     | 1.14    |
| 2015      | オリックス | 15    | 0     | 0     | 0     | 0        | 1     | 1     | 0        | 2           | .500  | 88    | 17.2     | 24       | 2           | 12       | 0     | 1        | 13       | 0     | 0        | 11    | 10       | 5.09     | 2.04    |
| 通算：4年 | 通算：4年  | 61    | 17    | 0     | 0     | 0        | 7     | 7     | 0        | 4           | .500  | 559   | 130.0    | 131      | 10          | 49       | 0     | 4        | 93       | 9     | 0        | 51    | 43       | 2.98     | 1.38    |

### 記録
NPB
- 初登板：2010年8月7日、対千葉ロッテマリーンズ14回戦（スカイマークスタジアム）、9回表に6番手で救援登板・完了、1回無失点
- 初奪三振：同上、9回表に的場直樹から空振り三振
- 初ホールド：2010年8月22日、対千葉ロッテマリーンズ18回戦（千葉マリンスタジアム）、6回裏に2番手で救援登板、2/3回無失点
- 初先発登板・初勝利・初先発勝利：2012年9月5日、対千葉ロッテマリーンズ19回戦（ほっともっとフィールド神戸）、5回1/3無失点[29]

### 独立リーグでの投手成績
| 年 度     | 球 団     | 登 板 | 勝 利 | 敗 戦 | セ ｜ ブ | 完 投 | 勝 率 | 投 球 回 | 打 者 | 被 安 打 | 被 本 塁 打 | 奪 三 振 | 与 四 球 | 与 死 球 | 失 点 | 自 責 点 | 暴 投 | ボ ｜ ク | 投 手 失 策 | 防 御 率 | 奪 三 振 率 | W H I P |
| --------- | --------- | ----- | ----- | ----- | -------- | ----- | ----- | -------- | ----- | -------- | ----------- | -------- | -------- | -------- | ----- | -------- | ----- | -------- | ----------- | -------- | ----------- | ------- |
| 2009      | 福井      | 25    | 8     | 11    | 0        | 7     | .421  | 160.2    | 661   | 141      | 5           | 152      | 40       | 8        | 59    | 47       | 10    | 0        | 2           | 2.63     | 8.51        | 1.13    |
| 通算：1年 | 通算：1年 | 25    | 8     | 11    | 0        | 7     | .421  | 160.2    | 661   | 141      | 5           | 152      | 40       | 8        | 59    | 47       | 10    | 0        | 2           | 2.63     | 8.51        | 1.13    |

- 各年度の太字はリーグ最高

### 背番号
- 17 （2009年）
- 60 （2010年 - 2015年）